# Sint-Lambertuskerk (Kessel)
De Sint-Lambertuskerk in het Belgische Kessel is een kerk uit de Brabantse gotiek, opgetrokken uit witte zandsteen.
De kerk dateert uit de 14e eeuw. De toren is het oudste gedeelte (ca. 1340-1370), waarna de kruiskapel werd gebouwd rond 1400. Het koor met spitsboogramen volgde tijdens de eerste helft van de 15e eeuw. Later werd nog een Onze-Lieve-Vrouwekapel toegevoegd rond 1470. In 1873-74 volgde een grondige restauratie onder leiding van architect Leonard Blomme.
De preekstoel dateert uit 1705 en is van de hand van Hiëronymus Convent. Er staan ook twee biechtstoelen uit 1778 door F. Bastiaens. Het koorgestoelte uit de tweede helft van de 17e eeuw is overgebracht uit de Kartuizerskerk van het naburige Lier. Er is nog een 14e-eeuws beeld van Jezus aan het Kruis. De verrezen Christus dateert uit 1614 en de reliekschrijn van Sint-Antonius Abt uit omstreeks 1750. Er hangen vier schilderijen met heiligen en passietaferelen uit het begin van de 17e eeuw. Onze-Lieve-Vrouw met Kind en Sint-Jan werd gerestaureerd in de Terkamerenabdij. Daar kwam men tot de bevinding dat het uit het midden van de 16de eeuw zou dateren. Het interieur bevat enkele waardevolle kraagstenen.
In 1914 werd de kerk beschadigd en in 1940 blies het Belgische leger de toren op. Die werd met de traptoren (met daarin een schier eindeloze wenteltrap) in 1941-1942 heropgebouwd onder leiding van F. Blockx en J. Heylen.

## Trivia
In 2022 werden ten zuiden van de kerk de restanten van eerdere bewoning opgegraven, die er op wijzen dat al vanaf 800 voor Christus mensen op deze locatie actief waren.